# 比凯蒂
比凯蒂（Bikketti），是印度泰米尔纳德邦The Nilgiris县的一个城镇。总人口6850（2001年）。

## 人口
该地2001年总人口6850人，其中男性3355人，女性3495人；0—6岁人口613人，其中男295人，女318人；识字率70.92%，其中男性为80.24%，女性为61.97%。